# 軽合金
軽合金（けいごうきん、英: light alloy）は、鋼より軽い合金のことである。アルミニウム、マグネシウム、チタニウム（チタン）、ベリリウムなどの軽金属と、その他の元素との合金がこれにあたる。これらは密度あたりの引張強さをあらわす比強度が大きいことから、軽さと丈夫さを同時に求める用途に利用される。
- アルミニウム合金 - 軽量で強度が強い。航空機の機体に使われるジュラルミンが代表例。また、自動車や鉄道車両の車体材料としても使用される。
- マグネシウム合金 - アルミニウム合金より強度は劣るが軽量さで勝る。電磁波遮蔽能が高く、材料のマグネシウムが得やすくリサイクル性も高いため、携帯電話・カメラなどの小型家電の筐体として利用される。
- チタニウム合金 - 高価であるが、腐食しにくく、比強度も大きく、耐熱性も高い。航空宇宙などの分野で利用される。
- ベリリウム合金 - ベリリウムは軽金属に含まれるが毒性があるため利用されにくく、利用されている物も代替技術が検討されている。